# Michaelus hewitsoni
Michaelus hewitsoni is een vlinder uit de familie van de Lycaenidae. De wetenschappelijke naam van de soort is voor het eerst geldig gepubliceerd in 1871 door Kirby.